# Vitālijs Smirnovs
Vitālijs Smirnovs (Riga, 28 giugno 1986) è un calciatore lettone, difensore del Salaspils.

## Carriera

### Club
In carriera ha giocato complessivamente 4 partite nei preliminari di Champions League e 17 partite nei preliminari di Europa League.
Ha vinto 3 campionati lettoni e due coppe di Lettonia

### Nazionale
Ha fatto parte della nazionale lettone, con cui ha esordito nel 2010 e ha giocato fino al 2013.

## Palmarès

### Club

#### Competizioni nazionali
- Campionato lettone: 3

Skonto: 2004, 2010
Ventspils : 2015
- Coppa di Lettonia: 2

Ventspils: 2012-2013
Jelgava: 2015-2016

### Nazionale
- Coppa del Baltico: 1

2012